# Dombay-tó
A Dombay-tó kis mesterséges tó a Kelet-Mecsekben, a Zengő oldalában, egy apró völgyben, Pécsváradtól 2 kilométerre délnyugati irányban. 1960-ban hozta létre Baranya megye. 1966-ban nevezték el Dombay János pécsi múzeumigazgató régészről. A tó kis turistaközpont, hétvégi házak veszik körül, főleg a pécsváradiak és a hosszúhetényiek keresik fel fürdési célból. A tótól északra egy egykori vízimalom épületében gyermektábor, illetve kulcsosház működik. Északi oldalán található a 8-10 liter/perc vízhozamú Dombay-forrás. Foglalását 1966-ban építették ki. Vize ma már nem iható.